# Ctenoplusia rhodographa
Ctenoplusia rhodographa is een vlinder uit de familie uilen (Noctuidae). De wetenschappelijke naam van deze soort is voor het eerst geldig gepubliceerd in 1968 door Dufay.
De soort komt voor in tropisch Afrika.